# Milledgeville (Illinois)
Milledgeville is een plaats (village) in de Amerikaanse staat Illinois, en valt bestuurlijk gezien onder Carroll County.

## Demografie
Bij de volkstelling in 2000 werd het aantal inwoners vastgesteld op 1016. In 2006 is het aantal inwoners door het United States Census Bureau geschat op 944, een daling van 72 (-7,1%).

## Geografie
Volgens het United States Census Bureau beslaat de plaats een oppervlakte van 1,8 km², geheel bestaande uit land. Milledgeville ligt op ongeveer 232 m boven zeeniveau.

## Plaatsen in de nabije omgeving
De onderstaande figuur toont nabijgelegen plaatsen in een straal van 20 km rond Milledgeville.